# Fabrice Mundzik
 (décembre 2021).
Œuvres principales
- La Légende des Millénaires
- Fouilles archéobibliographiques

Fabrice Mundzik, né le 3 janvier 1973, est un essayiste, anthologiste et éditeur français.

## Biographie
Dans les années 1990, Fabrice Mundzik commence à écrire des chroniques, sous pseudonymes, pour divers fanzines et magazines. Dans la préface de Sherlock Holmes : L'Ombre du « Grand Détective », il indique avoir participé au Ironmongers Daily News, revue publiée par la Société Sherlock Holmes de France. La liste de ses pseudonymes n'est pas connue et l'auteur n'a pas, à ce jour, divulgué d'information à ce sujet.
En décembre 2016, le site NooSFere a révélé le pseudonyme « Guaïn-Kakara-Simorupu II », utilisé dans l'anthologie Traité de Simiacologie appliquée.
Pendant de nombreuses années, il mène des recherches sur différents auteurs, afin de mieux connaître leurs vies et de compléter leurs bibliographies. Ce que certains nomment archéologie littéraire est pour lui de l'archéobibliographie : « Je suis curieux… très curieux. J’aime chercher, encore et toujours, être surpris, et découvrir des textes anciens, peu connus, voire totalement oubliés. [...] Ce que j’apprécie le plus, dans la quête de textes anciens, ce sont les découvertes inopinées, les « trouvailles » involontaires ».
Il œuvre tout d'abord dans l'ombre et partage ses informations avec d'autres passionnés. Il est remercié pour sa collaboration dans plusieurs ouvrages, dont la seconde édition de L'histoire revisitée : Panorama de l'uchronie sous toutes ses formes de Éric B. Henriet et dans l'édition Folioplus classiques du roman La Guerre du feu, publiée sous la direction de Marianne Chomienne.
Par la suite, il publie une partie de ses recherches chez différents éditeurs (Les Moutons électriques, Bibliogs), ainsi que dans des revues (Le Visage vert, Le Téléphonoscope).
Les principaux travaux de Fabrice Mundzik portent sur la littérature d'anticipation française ancienne, en particulier celle écrites par les auteurs Gaston de Pawlowski, Renée Dunan, ainsi que les frères J.-H. Rosny (J.-H. Rosny aîné et J.-H. Rosny jeune) dont il est un spécialiste reconnu.
En 2009, il crée la société Bibliogs. De 2014 à 2018, il édite des ouvrages en édition limitée sous ce nom, tout en continuant à écrire.
Il annonce l'arrêt définitif de Bibliogs début 2019, ainsi que la reprise de la collection Les Cahiers archéobibliographiques par les éditions Flatland.
Fabrice Mundzik est aussi à l'origine de plusieurs sites consacrés aux frères J.-H. Rosny, à Renée Dunan, ainsi que l'Amicale Des Amateurs de Nids À Poussière (A.D.A.N.A.P.) animé avec Christine Luce et Samuel Minne.
Il explique dans une interview : « J'ai recueilli au fil du temps des milliers de documents et informations : une partie fut utilisée pour la rédaction du dossier « J.-H. Rosny : Archéobibliographie » paru dans Le Visage Vert n°23 [et] une autre pour préparer les trois volumes de La Légende des Millénaires éditée par Les Moutons électriques [...] Que faire du reste ? Le garder égoïstement dans mes archives ? Non, j'ai souhaité partager, sur le même mode de fonctionnement que le Blog des Amateurs de Nids à Poussière [...] Partager publiquement, sans mot de passe, sans inscription, librement, afin que ces textes, réflexions et données archéobibliographiques soient accessibles à tous ».

## Ouvrages dirigés
- J.-H. Rosny aîné, Fables antiques et autres récits érotiques, Bibliogs, 2014.
- J.-H. Rosny aîné, Les Conquérants du feu et autres récits primitifs [La Légende des Millénaires vol. 1 - Origines], Les Moutons électriques, 2014.
- J.-H. Rosny aîné, Le Trésor de Mérande et autres récits d'aventure [La Légende des Millénaires vol. 2 - Instincts], Les Moutons électriques, 2014.
- J.-H. Rosny aîné, Les Compagnons de l’univers et autres récits d'anticipation [La Légende des Millénaires vol. 3 - Intuitions], Les Moutons électriques, 2015.
- Renée Dunan, Le Roman de la fin des Hommes, Les Moutons électriques, 2015.
- Anthologie, Fouilles archéobibliographiques (Fragments), Bibliogs, 2015.
- Anthologie, Les Âges farouches de J.-H. Rosny aîné, Bibliogs, 2016.
- Anthologie, Sherlock Holmes : L'Ombre du « Grand Détective », Bibliogs, 2016.
- J.-H. Rosny aîné, La Puissance invincible de l'Inertie, Bibliogs, 2016. Préface de Xavier Phuziant.
- Émile Gautier, Chroniques scientifiques, vol. 1, Bibliogs, 2016.
- Émile Gautier, Chroniques scientifiques, vol. 2, Bibliogs, 2016. Postface de Daniel Compère.
- Anthologie, Fouilles archéobibliographiques (Esquilles), Bibliogs, 2016.
- Anthologie, Vestiges d'un monde antédiluvien, Bibliogs, 2016. Préface de Noémie Gurvend.
- J.-H. Rosny, Une Fête anthropophagique, Bibliogs, 2016. Préface de Clément Hummel.
- Anthologie, Allo ! La Planète Mars, s.v.p. ?, Bibliogs, 2016. Préface de Robert Darvel.
- J.-H. Rosny, Dans l’océan des probabilités…, Bibliogs, 2016. Préface de Dominique Warfa.
- Fernand Mysor, De la Terre d’autrefois à la Terre de demain, Bibliogs, 2016.
- Guy de Téramond, Les Contes d’« Excelsior », Bibliogs, 2016.
- Anthologie, Traité de Simiacologie appliquée, Bibliogs, 2016. Préface de Guaïn-Kakara-Simorupu II.
- Anthologie, En quête… d’enquêtes ! (Arsène Lupin, Sherlock Holmes, Maigret et Cie), Bibliogs, 2016. Préface de Christine Luce & Fabrice Debaque.
- Anthologie, Le Corps et l’Esprit (Inventeurs, médecins & savants fous), Bibliogs, 2016. Préface de Jean-Luc Boutel.
- Anthologie, Jean Bart, L’Empreinte du « Roi des Corsaires », Bibliogs, 2017. Préface de François Hanscotte.
- Anthologie, Fouilles archéobibliographiques (Bribes), Bibliogs, 2017.
- Anthologie, La Tête dans les étoiles…, Bibliogs, 2017. Préface de Clément Hummel.
- Gaston de Pawlowski, La Bêtise universelle, Bibliogs, 2017.
- Anthologie, En attendant Robot… (De l’Anthropomorphisme au Mékanémorphisme), Bibliogs, 2017. Préface de Fleur Hopkins.
- Gaston de Pawlowski, Par-delà l’Espace et le Temps, Bibliogs, 2017.
- Anthologie, Légendes du Sport (Fantaisies sportives), Bibliogs, 2017. Préface de Pierre Delage.
- Anthologie, Bafouilles préhistoriques (Vestiges d'un monde antédiluvien), Bibliogs, 2017. Préface de Pierre Delage.
- Gaston de Pawlowski, L’Horloger de Brooklyn, Bibliogs, 2017.
- Charles Kymrell, Le Monde du vingt-cinquième siècle, Les Moutons électriques, 2017.
- J.-H. Rosny aîné, Récits préhistoriques, Hélios, 2018.
- Hector Ghilini et René Lehmann, Les Hommes agiles (Grand roman d’aventures et d’anticipation), Bibliogs, 2018.
- Sir Arthur Conan Doyle, La Force inconnue suivi de Terrifiant mystère (Nouvelle fantastique), Bibliogs, 2018.
- Anthologie - Les Guerres futures, Bibliogs, 2018.
- Anthologie - Défi de l’air (De Icare, fils de Dédale, à l’an 2364), Bibliogs, 2018.
- Anthologie - Le Fantasme de l’An 2000, Bibliogs, 2018.
- Renée Dunan, Mystère, Aventures, Police volume 1, Les Moutons électriques, 2019.
- Renée Dunan, Mystère, Aventures, Police volume 2, Les Moutons électriques, 2019.
- Renée Dunan, Mystère, Aventures, Police volume 3, Les Moutons électriques, 2019.
- Guy-Péron, Poète chatnoiresque et utopiste, Flatland, 2019.
- Olivier Diraison-Seylor, Le Navigateur de l’à venir, Flatland, 2019.
- Marcel Roland, Microscopes et Télescopes suivi de Contes inédits des Temps futurs, Flatland, 2020. Préface de Xavier Phuziant.
- Résurgences préhistoriques dans l’œuvre de J.-H. Rosny aîné (Étude), Flatland, 2020.
- Anthologie, Farfouilles préhistoriques (Vestiges d'un monde antédiluvien), Flatland, 2021. Préface de Pierre Delage.
- L’Épopée littéraire des frères Boex (Bibliographie de J.-H. Rosny aîné et J.-H. Rosny jeune), Bibliogs, 2021.

## Articles, préfaces et postfaces
- « J.-H. Rosny : Archéobibliographie » (Article), in Le Visage vert n° 23, novembre 2013.
- « À l'ombre des sycomores et des oliviers séculaires... » (Préface), in J.-H. Rosny aîné, Fables antiques et autres récits érotiques, Bibliogs, 2014.
- « Récits des Origines, origines des récits » (Préface), in J.-H. Rosny aîné, Les Conquérants du feu et autres récits primitifs, Les Moutons électriques, 2014.
- « La Traversée des terres sauvages » (Préface), in J.-H. Rosny aîné, Le Trésor de Mérande et autres récits d'aventure, Les Moutons électriques, 2014.
- « Le Concept élargi des possibles » (Préface), in J.-H. Rosny aîné, Les Compagnons de l’univers et autres récits d'anticipation, Les Moutons électriques, 2015.
- « Des premiers efforts de vie aux milieux interstellaires » (Postface), in J.-H. Rosny aîné, Les Compagnons de l’univers et autres récits d'anticipation, Les Moutons électriques, 2015.
- « Destins croisés : Albert Robida et Louis Moulignié » (Article), in Le Visage vert n° 25, février 2015.
- « Le Hasard et les circonstances » (Préface), in Fouilles archéobibliographiques (Fragments), Bibliogs, 2015.
- « Je suis seule au monde de mon avis, ce qui est loin au demeurant de me donner tort… » (Préface), in Renée Dunan, Le Roman de la fin des Hommes, Les Moutons électriques, 2015.
- « Destins croisés : Renée Dunan et J.-H. Rosny aîné » (Article), in Renée Dunan, Le Monde des Rondipètes (À la manière de J.-H. Rosny aîné…), Bibliogs, 2015.
- « Un « Buzz » à La Belle Époque » (Article), in J.-H. Rosny aîné, Le Tigre, Bibliogs, 2015.
- « Zombies, Mammouths et... Brocolis ! » (Préface), in Juliette M., Billiardville, suivi de Fragments poétiques, Bibliogs, 2015.
- « Pluralité des vies et des mondes chez J.-H. Rosny » (Article), in Le Téléphonoscope n° 22, décembre 2015.
- « Alglave, homme d'action » (Article), in Alglave et Jacques Mérande, deux explorateurs méconnus, Bibliogs, 2016.
- « Une Variante du conte "Le Dormeur" » (Article), in J.-H. Rosny aîné, La Puissance invincible de l'Inertie, Bibliogs, 2016.
- « Dans l'abîme des temps… » (Préface), in Les Âges farouches de J.-H. Rosny aîné, Bibliogs, 2016.
- « Sherlock Holmes : Grandeur et déchéance » (Préface), in Sherlock Holmes : L'Ombre du « Grand Détective, Bibliogs, 2016.
- « Émile Gautier, L'esprit scientifique » (Préface) in Émile Gautier, Chroniques scientifiques, vol. 1, Bibliogs, 2016.
- « Préface » (Préface), in Fouilles archéobibliographiques (Esquilles), Bibliogs, 2016.
- « Fernand Mysor, poète et romancier illuminé » (Préface), in Fernand Mysor, De la Terre d’autrefois à la Terre de demain, Bibliogs, 2016.
- « Une Partie de ping-pong dans les coulisses (En guise de préface) » (Préface), in Guy de Téramond, Les Contes d’« Excelsior », Bibliogs, 2016. En collaboration avec Xavier Phuziant.
- « Les Contes de Guy de Téramond parus dans Excelsior » (Bibliographie), in Guy de Téramond, Les Contes d’« Excelsior », Bibliogs, 2016.
- « La Planète des Simiaques » (Préface), in Traité de Simiacologie appliquée, Bibliogs, 2016. Sous le pseudonyme Guaïn-Kakara-Simorupu II.
- « Les Aventures du docteur Crassenberg, du célèbre Mock Turtle et de M. Léon », « Une Terrible campagne électorale » et « Voyage dans le temps de L’Éléphant à pétrole » (Articles), in Gaston de Pawlowski, La Bêtise universelle, Bibliogs, 2017.
- « Excelsior ! » (Préface), in Fouilles archéobibliographiques (Bribes), Bibliogs, 2017.
- « Voyages dans l’Espace et le Temps » (Préface), in Gaston de Pawlowski, Par-delà l’Espace et le Temps, Bibliogs, 2017.
- « Le Siècle des Mécaniciens, selon G. de Pawlowski » (Préface), in Gaston de Pawlowski, L’Horloger de Brooklyn, Bibliogs, 2017.
- « Les États-Collectifs du vingt-cinquième siècle » (Postface), in Charles Kymrell, Le Monde du vingt-cinquième siècle, Les Moutons électriques, 2017.
- « L’an 2000 m’a longtemps fait rêver… » (Préface), in Le Fantasme de l’An 2000, Bibliogs, 2018.
- « Entretien croisé avec Philippe Ethuin et Fabrice Mundzik » (Postface), in Dimension Merveilleux Scientifique n° 4, Rivière blanche, 2018.
- « Les Réseaux sociaux au dix-neuvième : L’exemple de J.-H. Rosny aîné et Camille Lemonnier » (Article), in Le Novelliste n° 2, septembre 2018.
- « Les éditions Bibliogs », interview par Nellie d’Arvor, illustrée par Carl Spitzweg, in Le Novelliste n° 3, janvier 2019.
- « Renée Dunan et le roman Policier » (Préface), in Renée Dunan, Mystère, Aventures, Police volume 1, Les Moutons électriques, 2019.
- « Renée Dunan : Bibliographie sélective », in Renée Dunan, Mystère, Aventures, Police volume 3, Les Moutons électriques, 2019.
- « Max Daireaux » (Article), in Le Rocambole n° 86/87, printemps-été 2019.
- « Guy-Péron, poète et inventeur méconnu » (Préface), in Guy-Péron, Poète chatnoiresque et utopiste, Flatland, 2019.
- « Un “oublié” : F. Jean-Desthieux » (Article), in Dimension Merveilleux Scientifique n° 5, Rivière Blanche, 2019.
- « Préface », in Renée Dunan, Le Jardin du bonheur, Talents Hauts Éditions, Collection Les Plumées, 2019.
- « Un “oublié” : Olivier Diraison-Seylor » (Préface), in Olivier Diraison-Seylor, Le Navigateur de l’à venir, Flatland, 2019.
- « Les Multiples avatars de Roger Dévigne » (Préface), in Georges-Hector Mai, Contes des Temps Futurs, Flatland, 2020.
- « Destins croisés : Robert Oudot et Gaston de Pawlowski » (Préface), in Robert Oudot, Le Monde de l’Omni-Science (Contes possibles suivis de Conversations avec le Philosophe polythéiste), Bibliogs, 2021.
- « Un “oublié” : Michel Thivars » (Préface), in Michel Thivars, Croquis vingtième siècle et autres récits humoristico-scientifiques, Bibliogs, 2021.
- « Edgar Allan Poe et J.-H. Rosny » (Article), in Edgar Allan Poe, Le Scarabée d’or, Flatland, 2021.